# Console de mixage
 (juin 2025).

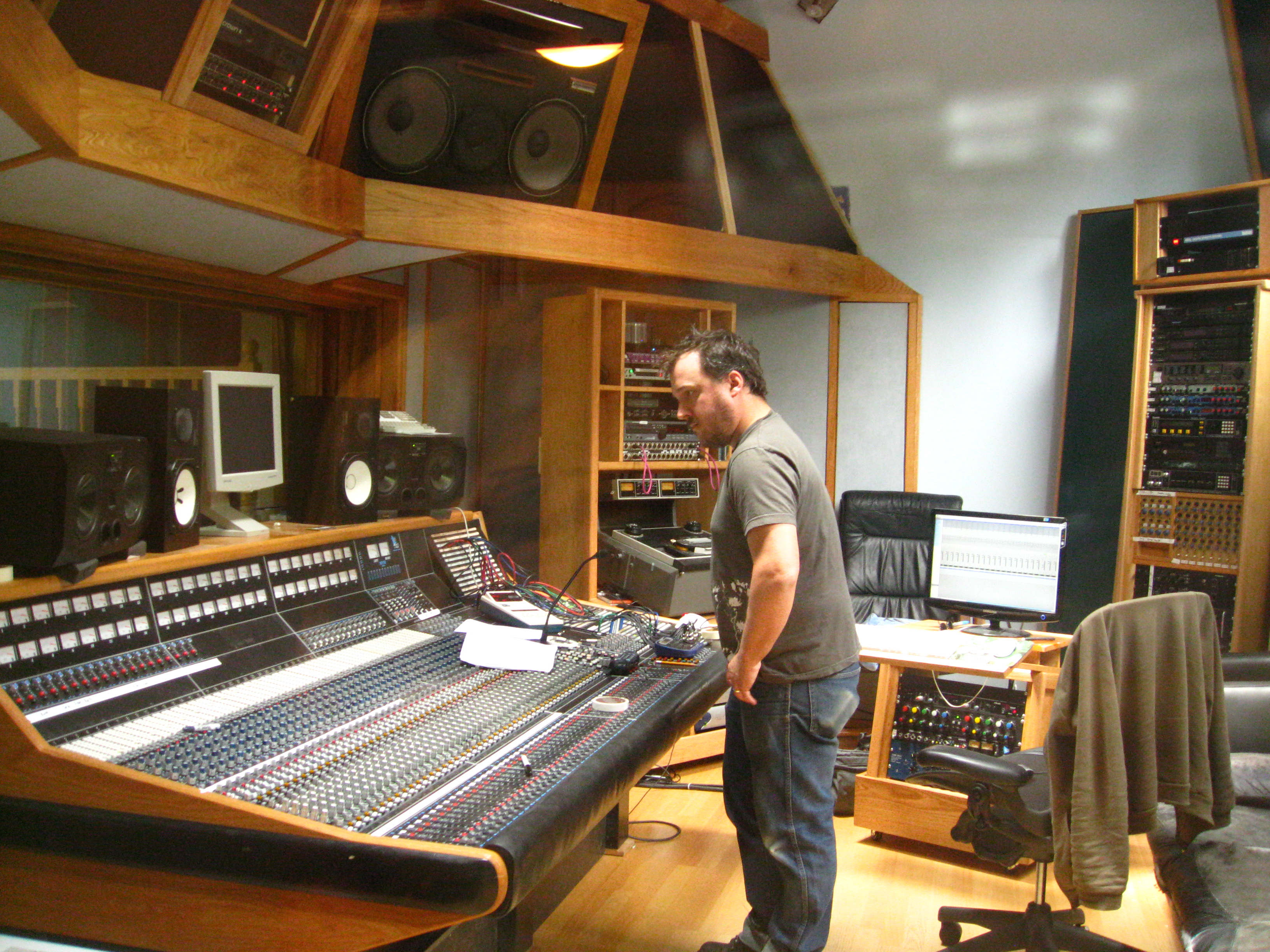
Console API 48 canaux dans un studio d'enregistrement.

Une console de mixage — aussi appelée pupitre, table de mixage ou table de mélange — est un appareil de traitement du signal audio se présentant sous la forme d'une console sur la face supérieure de laquelle sont disposés des organes de contrôle, servant à mélanger, dans des proportions déterminées par l'opérateur, plusieurs « sources » vers plusieurs « destinations ». On en trouve dans la plupart des applications audio professionnelles (par ordre chronologique d'apparition) : radiodiffusion, cinéma sonore (souvent en prise de son et toujours en postproduction) sonorisation, enregistrement musical et télévision.

## Histoire

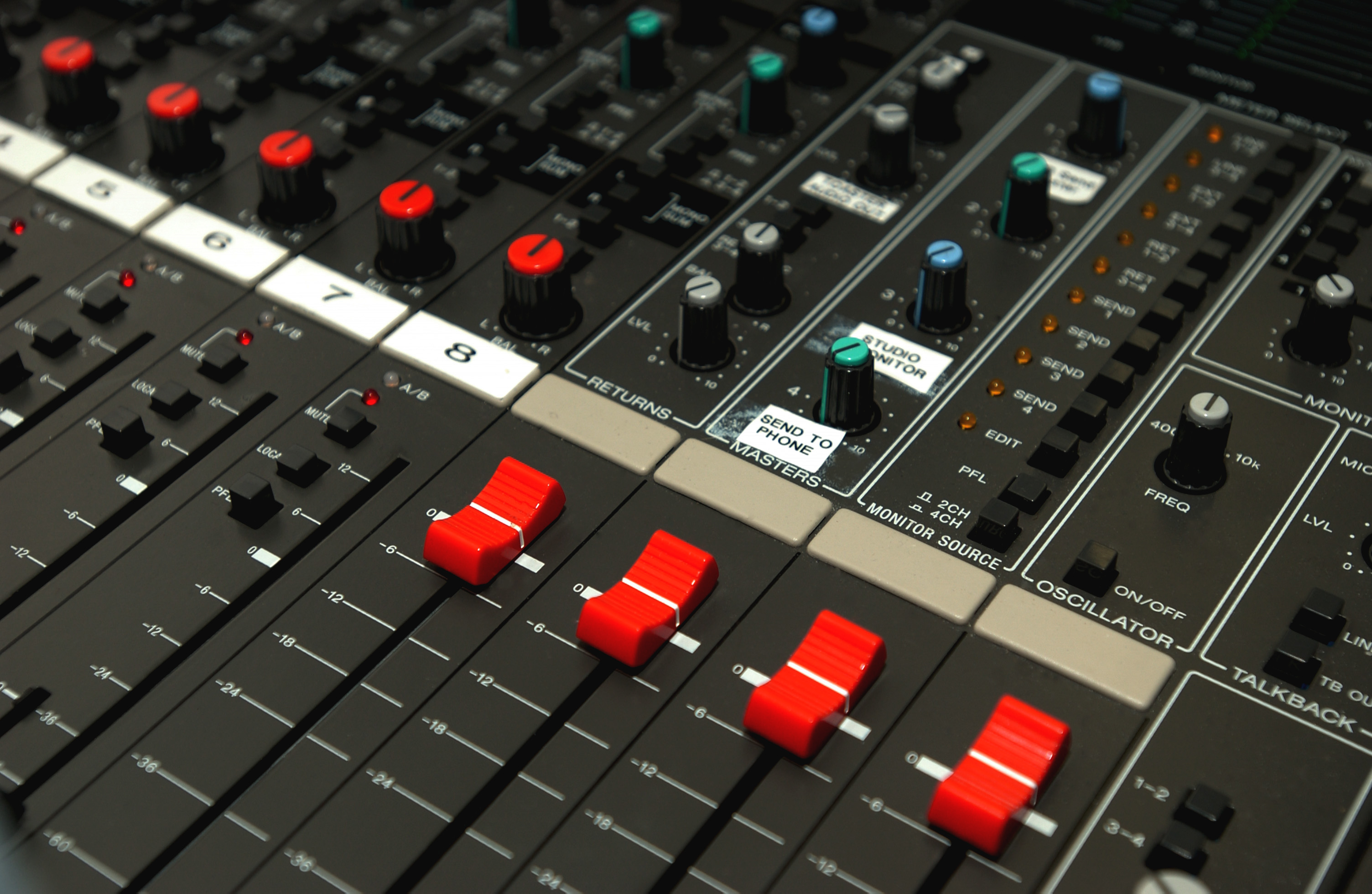
Gros plan sur les potentiomètres linéaires (faders) d'une console de mixage.

L'utilité de mélanger plusieurs sources de signal audio n'est pas apparue immédiatement. Pour enregistrer un disque ou diffuser un programme radio, on peut n'utiliser qu'un seul micro ; la distance à celui-ci et la puissance de la voix ou de l'instrument de musique déterminent l'importance relative des contributions au signal, dont un technicien règle le niveau global avec un bouton rotatif sur l'armoire qui contient les appareils qui l'envoient aux graveurs de disque, lignes de transmission, émetteurs de radio, enceintes et appareils de contrôle, et partout où il peut être utile.
Les choses se compliquent lorsque la radio, peu de temps après ses débuts dans les années 1920, sort de ses studios. On a alors une « source » à l'extérieur -- par exemple, assistant à une rencontre sportive, et une « source » en studio. Au début, on commute de l'une à l'autre, comme on commute, depuis le début, d'un studio de parole à une scène musicale ou à un disque, mais on sent vite le besoin de laisser les deux sources dialoguer ; et pour cela, il faut qu'elles se mélangent dans le signal diffusé à l'antenne. À la fin des années 1920 commence le cinéma sonore. Dès le premier film, deux sources au moins contribuent à la bande sonore : les dialogues et la musique, tous deux enregistrés préalablement, synchrones avec l'image. On ne peut se passer de mélange. Dès lors qu'existent des mélangeurs, ceux-ci vont progressivement transformer la façon dont on procède. On prévoit plusieurs micros dès la prise de son, ce qui évite de forcer les protagonistes à des chorégraphies déterminées par la technique. À la radio, on enchaîne les disques en commençant les paroles sur les dernières secondes de la musique. Au cinéma, on augmente le nombre des bandes d'enregistrement synchrones.
Le mélangeur grandit, on le dispose horizontalement pour mettre les pieds dessous et voir le studio de l'autre côté : il devient console de mélange. L'électronique à transistors permet plus d'éléments successifs et des circuits plus denses. On invente le potentiomètre linéaire ou rectiligne (aussi appelé « tirette » ou « fader »). Le nombre d'entrées et de sorties augmente, ainsi que la variété des réglages que l'on peut apporter à chacun des éléments du signal.
Alors que les consoles ont plusieurs dizaines d'entrées et de sorties et des centaines de réglages, l'essor de l'informatique permet d'automatiser certaines opérations. D'abord, on peut rappeler une configuration, au lieu de tout noter et de reproduire à la main. Puis on peut enregistrer des réglages dynamiques, qui suivent un code temporel. Enfin, le traitement du signal peut s'effectuer à distance, dans la salle des machines, et la console proprement dite n'est plus qu'une interface utilisateur, dont la taille peut être réduite et l'ergonomie améliorée.
Comme les autres éléments de la chaîne de traitement du signal, les consoles sont aujourd'hui souvent audionumériques, ce qui transforme leur apparence, et permet d'intégrer dans les canaux d'entrée et de sortie des effets qui étaient auparavant produits par des appareils extérieurs, et d'acheminer les signaux sans passer par une baie de brassage ou une grille de commutation.

## Organisation générale
Les consoles se composent caractéristiquement :
- De « tranches d'entrée », aussi appelées « voies » ou « sections » qui traitent le signal d'entrée individuellement, et principalement permettent de régler la proportion de ce signal particulier dans chacun des mélanges que la console va effectuer ;
- De « bus de mélange », qui collectent les sorties des tranches d'entrées ;
- De « tranches de sortie », qui traitent chacune le signal collecté dans un des bus de sortie.

L'organisation des consoles peut comprendre deux niveaux de mélange. Dans ce cas, elles comportent des tranches de groupe qui sont à la fois des tranches de sortie pour un bus et des tranches d'entrée du point de vue d'un autre bus.

### Bus de mélange
Dans une console de mélange, un bus collecte le courant des amplificateurs-tampon de sortie des tranches d'entrées qui lui sont raccordées, et les dirige sur la résistance d'entrée idéalement nulle du premier étage d'une tranche de sortie, réalisant ainsi la somme des signaux. Cette impédance idéalement nulle peut être celle d'un transistor en montage base commune ou d'un amplificateur opérationnel monté en sommateur inverseur, si le bus est asymétrique.
Les plus grandes consoles analogiques, avec des dizaines de bus courant parallèlement sur une assez longue distance, peuvent utiliser des bus symétriques pour éviter l'interférence d'un bus dans un autre. Dans les consoles numériques, le bus est purement conceptuel.

### Groupes
Les groupes permettent de contrôler avec une seule tirette le niveau d'un ensemble de sources. Ils sont l'équivalent d'un sous-mélangeur dans la console. Il existe deux façons de créer des groupes. La première consiste à utiliser un bus, et à renvoyer la sortie de la tranche de sortie à laquelle il correspond sur un autre bus, correspondant à la sortie finale; dans la seconde approche, le groupe est simplement une commande collective qui affecte les gains d'amplificateurs contrôlés en tension (VCA) dans chacune des tranches qui en font partie, en combinaison avec leur propre tirette.

### Routage
Les consoles comportent souvent des commandes (poussoirs ou tableau informatique) qui permettent d'affecter ou non une tranche à un bus de mélange. Elles ont aussi souvent des sorties prises après l'étage d'entrée, et des entrées/sorties d'insert, qui permettent des cheminements de signal divers avec un panneau de brassage extérieur. Les éléments de traitement du signal peuvent également être munis d'un commutateur permettant de les sortir du circuit quand on ne les utilise pas (et aussi de comparer le résultat avec et sans). Les bus qui permettent l'écoute technique (monitoring) ont un statut un peu à part, en ce sens que des automatismes assistent souvent les changements d'affectation. Ils peuvent avoir par exemple une source par défaut en sortie d'une des tranches de sortie, automatiquement retirée quand un des commutateurs qui permettent d'écouter le son à divers points des tranches d'entrée et de sortie est enfoncé.
Les consoles audionumériques permettent le plus de flexibilité dans l'acheminement du signal.

## Tranches d'entrée

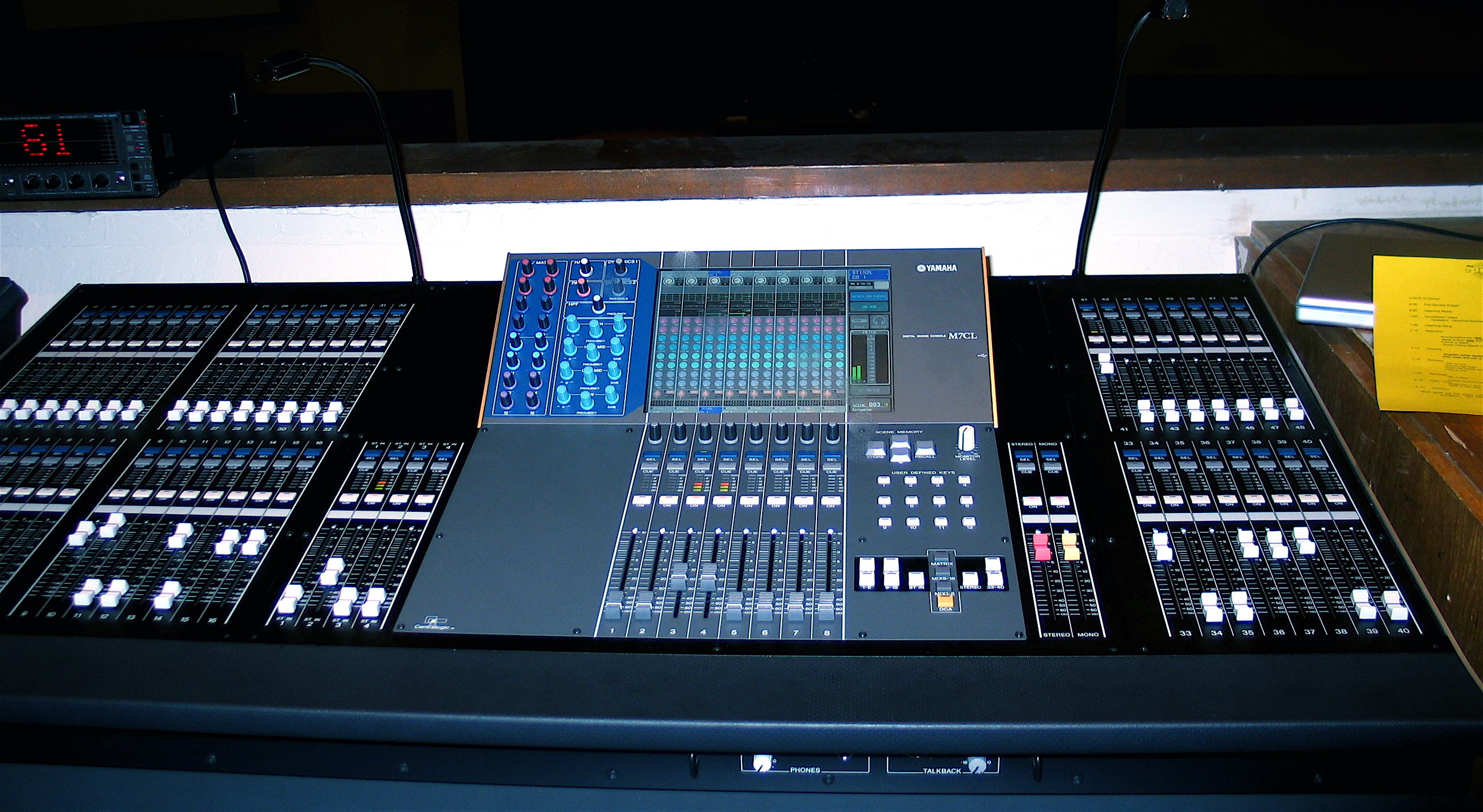
Console Yamaha M7CL en production.

### Étage d'entrée
- Sélecteur de source
- Éventuellement alimentation fantôme pour microphones, avec commutateur avec/sans
- Préatténuateur (PAD)
- Filtre roll-off
- Préamplificateur avec réglage de gain
- Inverseur de phase
- Éventuellement
  - instrument de mesure du niveau
  - départ commutable vers le bus de surveillance (monitor)
  - sortie directe

### Traitement de signal
Les consoles de mélange peuvent offrir la possibilité de traiter le signal avant qu'il soit mélangé aux autres sources : filtres, et compresseur de dynamique avec éventuellement le commutateur de raccourci (bypass)

### Tampons de sortie
La sortie de la tranche d'entrée comporte, pour chaque bus de mélange, un potentiomètre (rotatif ou rectiligne) et éventuellement un interrupteur. Un circuit convertit ensuite la tension en courant et envoie ce courant, en parallèle avec les autres tranches d'entrée, dans le bus de mélange.
Les sorties de tranche d'entrée se répartissent en trois catégories :
- sorties principales, le plus souvent avec potentiomètres rectilignes (tirettes, faders) et potentiomètre d'affectation gauche/droite (panoramique, pan), qui peuvent être communs à plusieurs bus de sortie que l'on peut choisir par des poussoirs ;
- sorties auxiliaires, avec potentiomètres rotatifs, plus compacts, qui peuvent prendre leur signal avant les tirettes (PRE) ou après (POST) ;
- sorties de surveillance (monitoring), affectées par des poussoirs PFL et AFL ouSOLO, qui permettent l'écoute soit avant la tirette, soit après la tirette.

### Stéréo
Les consoles peuvent recevoir des signaux stéréo sur une tranche à entrée de ligne, avec des réglages souvent simplifiés, puisqu'il s'agit de signaux déjà traités. D'autres consoles offrent la possibilité de coupler des tranches d'entrée micro pour que les réglages s'appliquent aux deux tranches en même temps. Elles peuvent inclure des dématriceurs pour microphones M/S.
Les tranches stéréo n'ont pas de contrôle de panoramique; elles ont un contrôle de balance qui règle le niveau relatif de la gauche et de la droite, et rarement un contrôle de profondeur stéréo qui augmente ou diminue la différence entre les deux côtés.

### Retours d'effet
Ce sont des voies d'entrée simplifiées au maximum, comportant le plus souvent uniquement un potentiomètre de réglage de niveau et des commutateurs d'affectation sur les bus de mélange principaux.

### Ordres (talkback)
C'est une entrée spécialisée, pour micro dynamique (sans alimentation fantôme) la plupart du temps, avec seulement un potentiomètre de gain et des poussoirs d'affectation vers un ou plusieurs bus. Les ordres permettent la communication entre la console et la scène ou le studio.
D'ordinaire, l'entrée d'ordre est sur la surface de contrôle de la console, de façon à pouvoir y brancher directement un micro sur tige flexible.

### Retour de ligne (2-track return)
Certaines consoles destinées à produire un signal stéréo ont une entrée de retour de signal, munie d'un potentiomètre de niveau et d'un commutateur en circuit/hors circuit qui les affecte, exclusivement, au bus de surveillance (monitor). Elles permettent ainsi d'écouter et de mesurer le signal tel qu'il a été utilisé par les appareils suivants, avec l'inconvénient qu'il y a souvent un retard.

## Tranches de sortie
Chaque tranche de sortie reçoivent le signal d'un bus de mélange.

### Groupes
Les groupes sont des sorties propres, et leur signal de sortie peut aussi être envoyé sur les sorties principales.

### Sorties principales
Elles sont la dernière étape de combinaison des signaux. Certaines consoles ont des étages de traitement du signal (filtres, compresseur-limiteur, retards) dans les tranches de sorties de groupes et principales.

### Sorties auxiliaires
Elles sont souvent plus nombreuses que les sorties de groupe et principales, mais simples et compactes (pas de tirettes). Elles permettent un mélange différent pour le retour plateau ou d'autres usages.

### Sorties monitor
La sortie monitor (contrôle) permet au technicien d'écouter le signal à plusieurs points : à la sortie principale, à des sorties auxiliaires, aux sources ( PFL ou cue ou AFL)
Une console peut avoir plusieurs sorties monitor différentes